# 西四駅
西四駅（せいし-えき）は中華人民共和国北京市西城区に位置する北京地下鉄4号線の駅である。2009年9月28日に開業した。

## 駅構造
島式ホーム1面2線の地下駅。出口は3箇所ある。

## 駅周辺
- 広済寺
- 国土資源部

## 歴史
- 2009年9月28日 - 4号線が開業。

## 隣の駅
北京地下鉄
■4号線
霊境胡同駅 - 西四駅 - 平安里駅
座標: 北緯39度55分21秒 東経116度22分00秒 / 北緯39.92255度 東経116.36679度